# Lake Placid (film)
Lake Placid è un film del 1999 diretto da Steve Miner.

## Trama
Kelly Scott è una paleontologa che è stata mandata nel Maine a esaminare il dente di un animale che ha divorato vivo un sub. È una missione senza senso: si tratta di un espediente del suo capo e fidanzato che ha intrecciato una relazione con un'altra e vuole liberarsi di lei. Jack Wells, l'agente incaricato del caso, non capisce perché Kelly resti lì, visto che il dente l'ha esaminato e tanto varrebbe che se ne tornasse a casa sua. Passa qualche giorno e altre persone muoiono in circostanze misteriose, mentre arriva uno studioso un po' eccentrico. Il motivo della sua venuta è che secondo lui il responsabile delle uccisioni è un enorme coccodrillo cacciatore di uomini, misteriosamente arrivato fino a quel lago nel Maine. Il gruppo scopre poi che sulla riva del lago vive un'anziana signora che, da anni, nutre il coccodrillo di dieci metri arrivato un giorno sulla riva del lago davanti a casa sua.
Comincia la caccia all'animale tra contrasti, indecisioni e rivalità dei membri della spedizione. Si decide di attirare l'animale facendo calare da un elicottero una mucca come preda. L'elicottero però precipita e il coccodrillo vi rimane invischiato dentro.
Proprio quando sembra tutto finito, ecco spuntare dall'acqua un secondo coccodrillo, che però viene ucciso dopo una dura lotta. Scongiurato il pericolo, il gruppo si prepara ad andarsene; ed appena tutti si sono allontanati, la vecchietta esce di casa con del mangime. Tanti piccoli coccodrilli emergono subito dall'acqua per nutrirsi.

## Produzione
Nonostante il nome, il film non ha niente a che fare con la città di Lake Placid, ed è stato girato nella città di Shawnigan Lake, BC, Canada. Il coccodrillo, lungo 30 piedi, è stato realizzato dagli Stan Winston Studios.
Il budget del film è stato di 27-35 milioni di dollari ed ha incassato 56,870,414 di dollari.

## Accoglienza
Il film è un B-movie che viene di solito classificato nel genere horror, ma presenta molte situazioni comiche. Non solo il personaggio interpretato da Oliver Platt, ma anche alcuni passaggi che vedono protagonisti Bill Pullman, Brendan Gleeson e Bridget Fonda sono più incentrati sul versante comico.

## Errori
Nel doppiaggio italiano, Kelly identifica il coccodrillo come appartenente alla specie del coccodrillo palustre. In originale, la vera specie dell'animale è il coccodrillo marino.

## Sequel
Nel 2007 è stato realizzato un sequel televisivo dal titolo Lake Placid 2 - Il terrore continua, mentre nel 2010 è stato realizzato un terzo film dal titolo Lake Placid 3 - Calma apparente, infine, nel 2011, è stato prodotto un ultimo film dal titolo Lake Placid 4 - Capitolo finale.